# عجمی نخجوانی

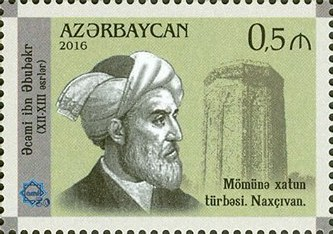
تمبر جمهوری آذربایجان با تصویر عجمی نخجوانی

عجمی بن عبوبکر نخجوانی (ترکی آذربایجانی: Əcəmi Naxçıvani) بیشتر معروف به معمار عجمی معمار آذربایجانی‌تبار و بنیان‌گذار مکتب معماری نخجوان است، که بین قرن‌های ۱۲ الی ۱۳م. زندگی کرده‌است. او یکی از چهره‌های برجسته معماری آذربایجان و از معماران معروف جهان محسوب می‌شود.

## زندگی‌نامه

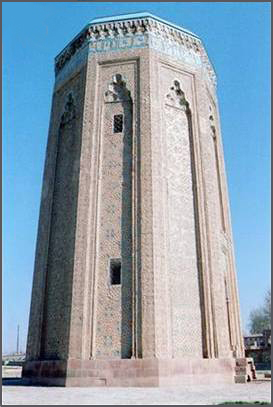
مقبره مؤمنه خاتون

سده‌های ۱۱ و ۱۲ میلادی دوره رستاخیز فرهنگ آذربایجان به‌شمار می‌رود. در این بازهٔ زمانی همزمان با اینکه شهرها در حال گسترش بودند، کاخ‌ها، مساجد، برج‌های دفعای و بناهای یادبود جدیدی ساخته می‌شد. عجمی نخجوانی نیز با آفریدن آثار شکوهمند و باعظمت خود مشارکت بسزایی در معماری آذربایجان داشت.
بناهای ساخته شده به دست وی سبک معماری نخجوان را بنیان کردند. آرامگاه «مومنه خاتون» که مزین به عناصر سفالگری است، یکی از شاهکارهای معماری آذربایجان می‌باشد. این آرامگاه به دستور «آتابیگ الدگیز» پادشاه اتابکان آذربایجان برای شادی روح همسر خود «مومنه خاتون» بنا گردیده‌است.
تاریخ ساخت موجود روی سطح دیوارهای ۱۰ متری حکایت از بنای این آرامگاه فی‌مابین سالهای ۱۱۸۶–۱۱۸۷م. دارد.
تذهیب، کنده‌کاری شکوهمند و عناصر سفالگری به کار رفته روی نمای بنا زیایی منحصر به فردی بدان به ارمغان آورده‌است. روی بنای آرامگاه آیات قرآنی به خط کوفی نوشته شده‌است.
از جملهٔ آثار معمار عجمی می‌توان آرامگاه «یوسف بن کوسیر»، مسجد جامع و مناره‌های توأم را برشمرد. برخی از ساختمان‌های بنا شده به دست وی تخریب شده و تابه‌روز نرسیده‌است.